# メサイア (映画)
『メサイア』は、2011年10月15日公開の日本映画。月刊ASUKA5月号（2011年3月24日発売）から連載がスタートしたメサイアプロジェクト原作・高殿円ストーリー原案による日吉丸晃の同名漫画を実写映画化。監督は、『DEATH NOTE』2部作の金子修介。

## キャスト
- 海棠鋭利 - 荒井敦史 : サクラのメンバーで聖永学園に潜入しテロリストの弟島田文和を間近で監視する
- 御津見珀 - 井上正大 : サクラのメンバーで聖永学園に潜入、海棠 鋭利のサポート役
- 司馬柊介 - 木ノ本嶺浩 : サクラのメンバー
- 五条颯真 - 陳内将 : サクラのメンバー
- 一嶋晴海 - 松田悟志 : 警備局特別公安五係の長
- 安藤小百合 - 逢沢りな : 島田文和の彼女 ゆり
- 鈴木英子 - 中村有沙 : 島田文和のクラスメイト
- 小泉孝 - 颯太 : 島田文和のクラスメイト たか
- 東妻 - 新田匡章 : 聖永学園生徒会執行部役員、空手部部長
- 富永 - 吉野聖也 : 聖永学園生徒会執行部役員
- 君島 - 中島拓也 : 聖永学園生徒会執行部役員
- 遙 - 村田唯
- 公安職員 - 浪川大輔(特別出演)
- 級友 - 内山昂輝(特別出演)
- 総島惣一郎 - 加藤慶祐 : 私立聖永学園生徒会会長
- 島田朝和 - 細貝圭 : 爆弾テロの容疑者
- 島田文和 - 高橋龍輝 : 聖永学園の学生、テロリストの弟としてサクラに監視される
- 穂高みずほ - 小沢真珠 : 私立聖永学園教師

## DVDリリース
- メサイア初回生産版<2枚組特別版>(IFD-211)
- メサイア レンタル版